# Чад Ґрей
Чад Ґрей (англ. Chad Gray; 16 жовтня 1971, Латам, Іллінойс, США) — американський співак, найбільш відомий як вокаліст геві-метал-гуртів Mudvayne та Hellyeah.

## Кар'єра

### Mudvayne
Ґрей звільнився з роботи на заводі, де йому платили 40 000$ на рік, щоб переїхати до Пеорії, штат Іллінойс, та заснувати гурт Mudvayne. Перший альбом гурту, L.D. 50, був випущений у 2000 році та мав неочікуваний успіх, продавшись тиражем понад півмільйона копій протягом року після його випуску. Mudvayne стали одним із найуспішніших геві-метал гуртів 2000-х років і випустили ще чотири студійні альбоми — The End of All Things to Come (2002), Lost and Found (2005), The New Game (2008) та Mudvayne (2009) — перш ніж зробити перерву у 2010 році.
19 квітня 2021 року було оголошено, що Mudvayne возз'єднуються для своїх перших концертів за понад десять років, і можливо, що згодом з'являться нові матеріали.
Він написав пісню «Death Blooms» про хворобу своєї бабусі.

### Hellyeah
Ґрей потоваришував з гітаристом Nothingface Томом Максвеллом, і вони обговорювали можливість створення супергурту. Наступного року Nothingface гастролювали з Mudvayne, і переговори про створення супергурту продовжилися, хоча їх постійно призупиняли через конфлікти в розкладі. У цей час Ґрей і Максвелл провели мозковий штурм щодо п'яти назв гуртів.
Гітарист Mudvayne Ґреґ Триббетт несподівано звернувся до Максвелла з пропозицією приєднатися до гурту. Барабанщик Nothingface Томмі Сіклз спочатку грав на ударній установці для демо гурту, проте щось не склалося, і почалися пошуки нового барабанщика. Гурт знав колишнього барабанщика Pantera та Damageplan Вінні Пола і намагався переконати його приєднатися до гурту як барабанщик. Спочатку Пол не був впевнений, чи повернеться до музики після смерті свого брата, Даймбеґа Даррелла, та 18-місячної перерви: «Це була одна з тих речей, коли я не думав, що колись знову буду частиною цього без нього, але приблизно через півтора року мені зателефонували ці хлопці, Чад [Ґрей] і Том [Максвелл], і сказали: «Ми думаємо про створення цього гурту, чи не згодні ви?» Перші кілька разів я казав їм: «Ні, я не думаю, що я ще готовий до цього». А вони просто були дуже наполегливими, продовжували телефонувати мені. І одного вечора я пив червоне вино та слухав KISS на 12-дюймовій вініловій платівці, і сказав: «Знаєте що, давайте спробуємо, подивимося, що вийде»». Наполегливість гурту окупилася, і Пол приєднався до проєкту. Пол прокоментував приєднання до проєкту: «У всіх були правильні думки та такий настрій, що ми хочемо розірвати світ наново».
Hellyeah випустили шість студійних альбомів, перш ніж гурт взяв перерву у 2021 році.

### Інші роботи
Ґрей кілька разів виступав у якості запрошеного гостя з іншими гуртами, зокрема у записі пісень «Monsters» гурту V Shape Mind, «Falling Backwards» гурту Bloodsimple та «Miracle» гурту Nonpoint.
Ґрей з'явився під час меморіального шоу Мітча Лакера та заспівав пісню «Fuck Everything» гурту Suicide Silence.

## Особисте життя
Ґрей був одружений з Келлі Олсон у 2005 році. Пізніше він одружився з Шеннон Ґанц, радіоведучою кількох каналів Sirius XM, включаючи Turbo, Octane та Ozzy's Boneyard.

## Дискографія

### Mudvayne
- L.D. 50 (2000)
- The End of All Things to Come (2002)
- Lost and Found (2005)
- The New Game (2008)
- Mudvayne (2009)

### Hellyeah
- Hellyeah (2007)
- Stampede (2010)
- Band of Brothers (2012)
- Blood for Blood (2014)
- Unden!able (2016)
- Welcome Home (2019)